# Северные Фудзивара
Дом Осю Фудзивара (яп. 奥州藤原氏 осю фудзивара-си), также известный как Северные Фудзивара — знатный японский род, младшая ветвь рода Фудзивара, одного из четырёх древних родов. Вплоть до 1189 года этот род владел северным Хонсю, провинции Муцу и Дэва, и управлял этим большим регионом независимо от киотских императоров.

## История
Северные Фудзивара являются потомками Фудзивара-но Хидэсато. Считается, что этот род также является потомками последних правителей эмиси.
Род ведёт своё начало от Фудзивара-но Цунэкиё. Он был женат на дочери властителя Северного Хонсю Абэ-но Ёритоки. Из-за этого в войне Дзэнкунэн Цунекиё участвовал на стороне рода Абэ. Его сын, Фудзивара-но Киёхира, родился во время этой войны, и через повторный брак его матери с представителем рода Киёхара стал носить чужое родовое имя. Во времени войны Госаннэн Киёхира перешёл на сторону Минамото-но Ёсиэ, вернул себе старую фамилию Фудзивара и, уничтожив род Киёхара, в 1087 году объединил провинции Муцу и Дэва под своей властью. Свою резиденцию он решил сделать в городке Хираидзуми (современная префектура Иватэ), который стал политико-культурным центром средневековой Северной Японии. Внук Киёхары, Фудзивара-но Хидэхира, получил от императора Японии титул «сёгуна-усмирителя» и наместника провинции Муцу. Его называли «Северным королём».
После своего основания в 1087 году клан Северных Фудзивара более века правил провинциями Муцу и Дэва. В следующие два поколения, под руководством Фудзивара-но Мотохира и Фудзивара-но Хидэхира, Северные Фудзивара достигли зенита своего могущества. Они правили независимой страной, создали своё богатство на золотодобыче, торговле лошадьми и в качестве посредников в торговле предметами роскоши с континентальными азиатскими государств, а также с эмиси и айнами. Они смогли сохранить свою независимость от центрального правительства благодаря силе своих армий. Северные Фудзивара привлекли множество ремесленников из Киото в регион Тохоку и отстроили свою столицу в Хираидзуми. Они привнесли столичную киотскую культуру в этот регион и построили множество храмов, например Тюсондзи, основанный в 1095 году.
Во время войны кланов Тайра и Минамото (1180—1185), Северные Фудзивара сохраняли нейтралитет.
Между Минамото-но Ёритомо и Северными Фудзивара разгорелся конфликт из-за того, что Минамото-но Ёритомо потребовал выдать ему Минамото-но Ёсицунэ, который бежал в Хираидзуми. Фудзивара-но Хидэхира сохранял нейтралитет во время войны кланов Тайра и Минамото, но когда Ёсицунэ укрылся в Хираидзуми, он решил защитить его.
Хидэхира, защищавший Ёсицунэ, вскоре умер, и его сын Фудзивара-но Ясухира сменил отца, став четвёртым главой клана Северных Фудзивара. Ясухира не выдержал давления Ёритомо и приказал убить Ёсицунэ. После убийства Ёсицунэ в апреле 1189 года его отрубленная голова была доставлена в Камакуру в июле, чтобы Ёритомо смог увидеть ее. Однако Ёритомо уже собирался напасть на Хираидзуми, и это не помогло исправить испорченные отношения.
1 сентября 1198 года 284 000 (sic) кавалеристов во главе с Ёритомо отправились в атаку на Хираидзуми. Ясухира подготовил армию из 170 000 (sic) кавалеристов для защиты своих владений. Так началась битва при Осю.
Войска Ясухиры терпели одно поражение за другим, и 2 октября он бежал из Хираидзуми, оставив его в огне. Ёритомо вошёл в Хираидзуми на следующий день. Ясухира был найден и убит в Ниеносаку, Хинай, провинция Муцу (современный Одате, префектура Акита) 14 октября.
В результате битвы при Осю, Северные Фудзивара пали. Это ознаменовало конец периода гражданских войн, начавшейся в 1180 году, завершение объединения острова Хонсю и установление сёгуната Камакура.

## Известные представители рода
- Фудзивара-но Цунэкиё
- Фудзивара-но Киёхира
- Фудзивара-но Корэцунэ
- Фудзивара-но Мотохира
- Фудзивара-но Хидэхира
- Фудзивара-но Кунихира
- Фудзивара-но Ясухира
- Фудзивара-но Тадахира
- Фудзивара-но Такахира